# Керін Макмастер
Керін Макмастер (англ. Keryn McMaster, 19 вересня 1993) — новозеландська плавчиня. Учасниця Олімпійських Ігор 2016 року. Призерка Ігор Співдружності 2014 року.